# Тен-Майл-Ран (Нью-Джерсі)
Тен-Майл-Ран (англ. Ten Mile Run) — переписна місцевість (CDP) в США, в окрузі Сомерсет штату Нью-Джерсі. Населення — 2055 осіб (2020).

## Географія
Тен-Майл-Ран розташований за координатами 40°25′27″ пн. ш. 74°35′11″ зх. д. / 40.42417° пн. ш. 74.58639° зх. д. (40.424136, -74.586348).  За даними Бюро перепису населення США в 2010 році переписна місцевість мала площу 6,58 км², з яких 6,57 км² — суходіл та 0,00 км² — водойми.

## Демографія
Згідно з переписом 2010 року, у переписній місцевості мешкало 1959 осіб у 602 домогосподарствах у складі 514 родин. Густота населення становила 298 осіб/км².  Було 622 помешкання (95/км²).
Расовий склад населення:
| - 50,5 % — азіатів - 31,9 % — білих - 11,9 % — чорних або афроамериканців - 0,1 % — корінних американців - 2,3 % — осіб інших рас |

До двох чи більше рас належало 3,3 %. Частка іспаномовних становила 6,3 % від усіх жителів.
За віковим діапазоном населення розподілялося таким чином: 29,4 % — особи молодші 18 років, 62,3 % — особи у віці 18—64 років, 8,3 % — особи у віці 65 років та старші. Медіана віку мешканця становила 37,0 року. На 100 осіб жіночої статі у переписній місцевості припадало 105,3 чоловіків;  на 100 жінок у віці від 18 років та старших — 103,2 чоловіків також старших 18 років.
Середній дохід на одне домашнє господарство  становив 199 694 долари США (медіана — 166 750), а середній дохід на одну сім'ю — 235 041 долар (медіана — 212 614). 
Цивільне працевлаштоване населення становило 902 особи. Основні галузі зайнятості: науковці, спеціалісти, менеджери — 28,2 %, фінанси, страхування та нерухомість — 19,2 %, освіта, охорона здоров'я та соціальна допомога — 19,0 %.